# Divisió d'Ayeyarwady
Ayeyarwady és una divisió o província de Birmània, a l'extrem sud del país a la zona del delta del riu Irawady, amb més de cinc milions d'habitants i 35.167 km². La capital és Pathein.
És també en nom birmà del riu Irawady

## Història
Correspon a la zona del riu Bassein que fou anomenat per Ptolemeu com Besynga. El 625 formava part del regne de Pegu.
Vers el 1249 la princesa talaing Um-madan-di va pujar al tron i va fundar la ciutat de Pathein que pocs anys després fou conquerida pels birmans. El 1289 Pathein va retornar als talaing; amb el rei talaing Razadhirit (que va pujar al tron el 1383), Lauk-bya, governador de Myaung-mya, va proposar als birmans conquerir Pegu i això va portar a la guerra entre els dos regnes.
El 1686 el governador de Madras va decidir fundar un establiment a l'illa de Negrais (després Hainggy) a Arakan, a la boca del riu Bassein, però no va tenir èxit i fins a una segona expedició el 1687 Negrais no va quedar en mans britàniques. La guerra entre Pegu i els birmans (que va acabar amb la submissió de la primera) devastava el país i els dos regnes demanaven ajut britànic que fou refusat; els talaings van aconseguir el suport dels francesos que havien fundat una factoria a Syriam prop de Yangon, i llavors els britànics van ajudar els birmans; una ambaixada del rei birmà fou rebuda a Negrais pel capità Baker, encarregat de la factoria. Poc després (1757) es va enviar una missió al rei que va aconseguir la cessió formal de Negrais i zones de la riba del riu Bassein (a perpetuïtat), ja que tota la regió del Bassein fou considerada domini del rei birmà que l'havia ocupat el 1755. Però entremig els vaixells anglesos a Rangoon havien hagut d'ajudar els talaings i el rei birmà ho va considerar traïció; els britànics van insistir en la neutralitat però els seus agents eren ara sospitosos als dos regnes. El 1759 l'establiment de Negrais fou evacuat i només van restar uns quants agents per vigilar les propietats de la companyia. El capità Southey va tocar terra el 5 d'octubre de 1759 i el dia 7 els europeus reunits foren atacats i massacrats (només un va poder fugir); una missió enviada a obtenir reparacions el 1760 no va aconseguir res del rei birmà que va prohibir el restabliment de la factoria de Negrais. No es va fer cap altre intent fins al 1801/1802 sense cap resultat.
En la primera guerra anglobirmana (1824-1826) la zona fou ocupada pels britànics (1824) però després evacuada pel tractat de Yandabu del 24 de febrer de 1826. A la segona guerra (1852) la zona fou ocupada pels britànics i a la pau va restar possessió britànica; l'interior estava dominat per caps locals i bandits, com a independents o en nom del rei birmà com encarregats de reconquerir el país. Va començar una mena de guerra civil amb molts petits combats i destruccions.
Es va formar la divisió de Pegu, i dins d'ella el districte de Bassein amb la província birmana de Bassein i altres territoris del Sandoway (cap a l'oest de la serralada de l'Arakan) que després foren retornats a Sandoway. Després es va crear la divisió d'Irrawaddy a finals del segle xix i fins al dia d'avui (només canviant el nom el 1989). Els britànics van governar la divisió fins al 1941 en què va passar als japonesos i a l'estat titella republicà de Birmània; el 1945 fou recuperat pels aliats; el 1948 va integrar la Birmània independent.

## Geografia
La divisió estava dividida en cinc districtes: Districte d'Henzada al nord, Districte de Maubin a l'est, Districte de Pyapon, al sud-est, Districte de Myaungmya, al sud, Districte de Bassein, al sud-oest. L'oblació era 680.315 (1872), 989.978 (1881), 1.300.119 (1981) i 1.663.669 (1901). Estava distribuïda en 7.185 pobles i 16 ciutats i la capital era Bassein (població el 1901: 31.864 habitants), sent les altres ciutats importants: Hinthada o Henzada (24.756) i Yandoon (12.779). La majoria eren bamars o birmans (.1250.821), seguits dels karens (299.119), pwo (142.495), sgaw (52.072), mons o talaings i rakhins o arakanesos; hi havia 8.000 xinesos. En religió quasi tots eren budistes excepte 30.000 hindús, 19.000 musulmans i 54.823 cristians (quasi tots karens).

## Independència
El 1989 la divisió fou reanomenada divisió d'Ayeyarwady.
El maig del 2008 el cicló Nargis va assolar la zona i va provocar milers de morts.

## Subdivisions
El 2008 la divisió estava formada per sis districtes:
- Districte de Pathein
- Districte d'Hinthada
- Districte de Myaungmya
- Districte de Maubin
- Districte de Pyapon
- Districte de Labutta (creat l'agost del 2008)

Pathein és la capital i la divisió inclou 26 municipis, 29 ciutats, 219 viles, 1912 grups de pobles i 11.651 llogarets.